# Uwe Bartmann
Uwe Bartmann (* 19. Dezember 1961 in Krefeld) ist ein ehemaliger deutscher Behindertensportler.

## Werdegang
Uwe Bartmann ist schwerbehindert (Querschnittlähmung Th 3/4) und wählte als Sportart das Rollstuhlfechten, das er in allen drei Disziplinen (Degen, Florett, Säbel) ausübte. In Krefeld geboren, trat Bartmann für Sportvereine in Essen, Göttingen und Tauberbischofsheim an. Später zog er nach Jena und war 2006 Gründungsmitglied des Fechtsportclub Jena e.V.
Wegen seiner guten Leistungen gelangte er schon bald in den Kader der Deutschen Behindertensport-Nationalmannschaft. Bei den Sommer-Paralympics 1988 in Seoul gewann er mit der deutschen Mannschaft (Wilfried Lipinski, Dieter Leicht) im Degenfechten die Goldmedaille. Bei den Sommer-Paralympics 1992 in Barcelona erkämpfte er sich drei Medaillen: zunächst erreichte er im Degeneinzel in der Klasse 2 eine Bronzemedaille. Diesem Erfolg folgte eine Silbermedaille mit der Degenmannschaft in der Besetzung Bartmann, Lipinski, Leicht und Udo Schwarz. Eine dritte Medaille, ebenfalls Silber, gewann er mit der Mannschaft im Säbelfechten in der Besetzung Bartmann, Günter Spieß, Lipinski und Wolfgang Kempf. Bei den Sommer-Paralympics 1996 in Atlanta holten Bartmann, Kempf, Lipinski und Maximilian Miller die Bronzemedaille im Säbelfechten. Bartmanns letzte Paralympics waren die Sommer-Paralympics 2000 in Sydney. Hier konnte er im Team mit Lipinski, Jürgen Mayer und Schwarz eine Silbermedaille im Degenfechten gewinnen. Für diese Erfolge wurde er am 23. Juni 1993 von Bundespräsident Richard von Weizsäcker mit dem Silbernen Lorbeerblatt ausgezeichnet.
Bartmann wurde mit der deutschen Mannschaft Weltmeister (1994, 1998) und im Einzel Europameister (1999) sowie Vize-Weltmeister (1986, 1994, 1998). Auch nach Ende seiner internationalen Karriere war er noch viele Jahre aktiver Rollstuhlfechter. Mehrfach nahm er an Deutschen Meisterschaften teil. So erfocht er am 29. September 2008 den Deutschen Meistertitel im Rollstuhldegenfechten, außerdem erreichte er bei den verschiedenen Deutschen Meisterschaften im Degen- und Florettfechten Deutsche Vizemeisterschaften.
Bartmann engagierte sich im International Wheelchair Fencing Committee (IWFC). Er ist Mitglied des Vorstands des Deutschen Rollstuhl-Sportverbands.